# Frederick Blassie
Frederick (Fred) Blassie (St. Louis (Missouri), 8 februari 1918 - Hartsdale (New York), 2 juni 2003), beter bekend als "Classy" Freddie Blassie, was een Amerikaans professioneel worstelaar en manager.

## In worstelen
- Afwerking bewegingen
  - Neckbreaker

- Kenmerkende bewegingen
  - Stomach clawhold

- Worstelaars gemanaged
  - Mr. Fuji
  - George Steele
  - The Iron Sheik
  - Nikolai Volkoff
  - Hulk Hogan
  - Toru Tanaka
  - Peter Maivia
  - Blackjack Mulligan
  - King Kong Bundy
  - Adrian Adonis
  - Dick Murdoch
  - Jesse Ventura
  - Killer Khan

## Prestaties
- Cauliflower Alley Club
  - Other honoree (1998)

- Championship Wrestling van Florida
  - NWA Southern Heavyweight Championship (1 keer)
  - NWA World Tag Team Championship (1 keer met Tarzan Tyler)

- Georgia Championship Wrestling
  - NWA Georgia Heavyweight Championship (1 keer)
  - NWA International Tag Team Championship (3 keer; 1x met Kurt von Brauner, 1x met Bob Shipp en 1x met Eric Pederson)
  - NWA Southern Heavyweight Championship (16 keer)
  - NWA World Tag Team Championship (2 keer met Bill Blassie)

- North American Wrestling Alliance / World Wrestling Association (Los Angeles) / NWA Hollywood Wrestling
  - NAWA World Heavyweight Championship (1 keer)
  - NWA Americas Heavyweight Championship (4 keer)
  - NWA Americas Tag Team Championship (1 keer met Don Carson)
  - WWA Americas Heavyweight Championship (1 keer)
  - WWA International Television Tag Team Championship (3 keer; 2x met Mr. Moto en 1x met Don Leo Jonathan)
  - WWA World Heavyweight Championship (2 keer)
  - WWA World Tag Team Championship (2 keer; 1x met Mr. Moto en 1x met Buddy Austin)

- NWA Mid-America
  - NWA Southern Junior Heavyweight Championship (1 keer)

- NWA Mid-Pacific Promotions
  - NWA North American Heavyweight Championship (1 keer)

- Pro Wrestling Illustrated
  - PWI Stanley Weston Award (2000)

- Professional Wrestling Hall of Fame and Museum
  - Television Era (Class of 2004)

- World Wrestling Federation
  - WWF Hall of Fame (Class of 1994)
  - Slammy Award (1 keer)
    - "Lifetime Achievement"

- Wrestling Observer Newsletter awards
  - Worst Worked Match of the Year (1985) vs. Lou Albano
  - Wrestling Observer Newsletter Hall of Fame (Class of 1996)